# Легенды Острова сокровищ
«Легенды острова сокровищ» (англ. The Legends of Treasure Island) — мультсериал,
выпущенный британской студией «Filmfair» и отдалённо связанный сюжетом с романом «Островом сокровищ» Роберта Льюиса Стивенсона. В качестве главных героев выступают антропоморфные животные, также добавлен один новый — лиса Джейн.
Сериал был выпущен в двух сезонах: первый был выпущен в 1993 году, второй — в 1995 году (во втором сезоне актёрский состав озвучивания был немного изменён). В России оба сезона впервые были показаны в 1995—1996 годах на Первом канале в рубрике «Мультфейерверк».

## Сюжет
К маленькому щенку Джиму Хокинсу попадает старая морская карта, указывающая путь к сокровищам, зарытым на далёком острове. В компании пса Ливси и голубя Трелони Хокинс снаряжает корабль на поиски заветного клада. Вскоре члены экспедиции попадают в лапы к пиратам под предводительством лиса Джона Сильвера…

## Персонажи

### Положительные
- Джим Хокинс. Щенок, сын покойного владельца трактира «Адмирал Бенбоу», бывшего пирата из команды капитана Флинта. Ему поручены драгоценная карта острова сокровищ и ключ от сундука. Очень добрый, вежливый и храбрый. В 3 серии 1 сезона «Сторожевая Башня» спасает тонущего Джона Сильвера.
- Джейн. Лиса, родом из знатной английской семьи, умная и находчивая подруга Джима. Была похищена Джонном Сильвером в детстве. По словам самой Джейн, Сильвер надеялся получить за девчонку выкуп, но она была настолько отвратительным ребёнком, что родители отказались за неё платить. Так и не получив ничего, Долговязый Джон и пираты стали использовать её в качестве бесплатной прислуги на корабле, а также в своих авантюрах. За отказ делать что-то противоправное и преступное (например, украсть) её сурово наказывали, морили голодом и били. Поэтому, волею случая познакомившись с Джимом Хокинсом, она с радостью сбежала с ним, оставив Сильвера кусать локти в ярости. Также, неоднократно оказывалась заложницей врагов. Исследуя историю пиратства, можно сказать, что Джейн была не только коком на корабле, но и «пороховой обезьяной»- мальчиком на побегушках, как и Джим Хокинс. Согласно британским традициям, беспризорных мальчишек моряки зачастую просто отлавливали в районе портов и забирали на корабли. Неважно, королевские или пиратские. Их ценность была ещё и в том, что они могли пролезть в такие места, где взрослым доступа не было. Например, они искали тайники с сокровищами на захваченных пиратами судах.
- Капитан Смоллет. Пёс, отважный капитан «Эспаньолы», возглавляющий экспедицию. К сожалению, в конце сериала был убит Слепым Пью.
- Доктор Ливси.. Пёс. Учёный-медик экспедиции Смоллета. Друг Джима. Вежливый и интеллигентный. Помимо медицины, увлекается созданием изобретений.
- Сквайр Трелони. Белый голубь. Аристократ, владелец «Эспаньолы» и главный спонсор экспедиции. У него милый, приятный, немного наивный и добродушный характер. Сноб, ценит хорошие манеры, изысканность во всем. Также он любит поболтать и фантазировать. Это комичный персонаж, больше всего на свете любящий свои деньги, а также хорошо поесть. В охоте за сокровищами постоянно попадает в разные нелепые истории, доставляя немало хлопот Хокинсу и его команде (сам того не желая, очевидно). Панически боится Слепого Пью, который является его полной противоположностью. Поэтому в 7 серии 1 сезона вынужденное сотрудничество Сквайра Трелони (поиски бриллиантов в лабиринте) и старого пирата выглядит немного комичным.
- Бен Ганн. Пёс, бывший пират, когда-то воевавший вместе с Флинтом и оставленный им на острове в наказание. Бен Ганн прожил на острове немало лет и знает многое о опасностях, подстерегающих неосторожных путников на острове. Эксцентричен, любит говорить загадками. Он является основным источником информации для экспедиции, хотя некоторые её члены считают его сумасшедшим. Бен Ганн всегда готов прийти друзьям на помощь.

### Отрицательные
- Долговязый Джон Сильвер. Лис-пират и главный антагонист сериала наравне со Слепым Пью, капитан пиратов, бывший соратник Флинта. Именно он поднял восстание пиратов против Флинта и убил его в нечестном поединке. Сильвер — живое воплощение всех пороков и дурных личностных качеств, пират коварный, эгоистичный и жадный, желающий добыть сокровища любым способом и, естественно, как и все главные злодеи и пираты, может пойти на всё, в том случае и на убийство Джима и его друзей. Садист, любит мучить пленников и придумывать для них необычные казни. Ему подчиняется банда вооружённых, но тупых разбойников-головорезов, а во втором сезоне их сменяет команда демонов из Преисподней острова. При этом он ещё не лишён чувства юмора; также, как враг, он парадоксально миндальничает с Джимом, частенько предлагая ему сделку, и сам всегда нарушал слово. В конце сериала за нарушение сделки с Дьяволом отправился обратно в Преисподнюю острова.
- Слепой Пью. Другой антагонист и главный союзник Джона Сильвера. Старый пират. Внешне он крыса очень больших размеров с таинственными светящимися глазами и длинным толстым хвостом, воплощение детских страхов. Слепой Пью спокоен, строгий, властный, эгоистичный и амбициозный. Владеет чёрной магией. Чернокнижник использует любую возможность увеличить своё могущество, а ради своей драгоценности он, как и Сильвер ради остальных сокровищ, не остановится ни перед чем. Для реализации своих тёмных планов он использует доверие Сильвера и его пиратов, сам же предпочитает оставаться в тени, появляясь лишь в ключевые моменты, хотя в отличие от Сильвера врагов он предпочитает не мучить перед смертью, а быстро убивать. К сильным соперникам, таким как капитан Смолетт, относится с уважением, с радостью даря им доблестную смерть. Старый Пью слеп, но не стоит его недооценивать: он обладает превосходным слухом и обонянием, а его заклинания заставляют дрожать от страха даже Сильвера. Мечтает заполучить золотой жезл. С Пью Сильвер более вежлив, однако иногда он мог дерзить ему в присутствии других. В конце сериала Пью умер от удара тем же жезлом, после чего превратился в удобрение. Вероятно, Пью когда-то был добрее, но занятия чёрной магией и действие магических артефактов (возможно, того же жезла, который он жаждет получить) привело его к переосмыслению жизни, искалечило тело и изуродовало душу. Во втором сезоне он создает монстров для уничтожения Хокинса и Ко, внешний вид которых так же уродлив, как и его душа. Также его внешность являет свое воплощение популярной среди моряков легенды о крысином волке-самой старой и опытной крысе, которая выжила, поедая своих сородичей. Намек на возможную склонность Пью к каннибализму содержится в серии 05 «Возвращение Флинта», где Пью, встретив Джима и Бена на корабле говорит о том, что Джим «сладко» пахнет.
- Морган, Небич и Крыса. Кабан, гиена и миниатюрная крыса соответственно. Пираты, сопровождавшие Джонна Сильвера в течение первого сезона. Крыса — личный помощник капитана Джонна Сильвера, выполняет за него всю чёрную работу на корабле, а также добывает для него информацию о Джиме и Ко. Несмотря на ужасное отношение, они преданы капитану и готовы выполнить любое его поручение. Дальнейшая их судьба неизвестна.
- Мистер Боль. Демон, в Преисподней острова авторитетный надзиратель среди демонов и ставленник Дьявола. Во втором сезоне, после изобретения Сильвером машины пыток для грешников был смещён Дьяволом с должности и установлен подчинённым у Сильвера, который занял его должность. С другими демонами сопровождал Джонна Сильвера до предпоследнего эпизода. Внешность демонов Преисподней острова, их красная кожа, клыки является отсылкой к японской легенде об Они.
- Дьявол. Главный демон Преисподней острова. Заключил сделку с Сильвером, что отпустит его из ада в обмен на душу Джима.

## Список серий

### Сезон 1
1. The Quest Begins / Приключения начинаются
2. Memories Are Made Of This / Воспоминания сделаны из этого
3. The Watch Tower / Сторожевая башня
4. Now You See Me / Теперь ты меня видишь
5. Flint’s Return / Возвращение Флинта
6. The Cave Of Babel / Вавилонская пещера
7. The Labyrinth / Лабиринт
8. The Merman Prince / Принц-русалка
9. The Fountain Of Truth / Фонтан Правды
10. The Pool Of Prophecy / Озеро пророчеств
11. Return To Sender / Возвращение
12. Tails We Win / Истории, в которых мы победили
13. The Beginning Of The End / Начало конца

### Сезон 2
1. Consequence / Последствия
2. Reunion / Воссоединение
3. Silver In The Island’s Underworld / Сильвер в подземном мире
4. Silver’s Bond / Сделка Сильвера
5. Emily / Эмили
6. Forest Of Darkness / Лес Тьмы
7. Antidote / Противоядие
8. City In The Sky / Небесный город
9. Dragon / Дракон
10. Allegiance / Верность
11. The Oracle / Оракул
12. Double Cross / Двойная игра
13. One For All / Один за всех

Несмотря на то, что это британский мультсериал, в самой Великобритании он до сих пор не издавался целиком ни на VHS, ни на DVD — единственный VHS-выпуск от компании «Pickwick Video» включал в себя лишь первую, третью и пятую серии 1-го сезона. Целиком оба сезона были изданы лишь в Австралии компанией «Reel Entertainment», но только на VHS (на 12 кассетах).